# Aineto (Lérida)
Aineto es una localidad perteneciente al municipio de Lladorre, en la provincia de Lérida, comunidad autónoma de Cataluña, España. En 2018 contaba con 18 habitantes.